# Sigebotsbuch
| Sigebotsbuch (Alternativbezeichnungen des Lemmas)                    |
| -------------------------------------------------------------------- |
| Sigebotsbůch, Sigebotisbůch, Sigebotesbůch, Sigeboltzbol, Sibotzbůch |

Die Wüstung Sigebotsbuch war ein Weiler in der Nähe des Lehrhofs bei Steinheim an der Murr.

## Name
Der Namensforscher Lutz Reichardt leitet den Ortsnamen Sigebotsbuch von der „Siedlung im Wald des Sigebōt“ ab. Er beruft sich dabei auf die althochdeutschen Namensstämme *Sigu- und *Bōd-. Das Grundwort des Ortsnamens bildet demnach das mittelhochdeutsche buoch, was einen Buchenwald oder eine Waldung überhaupt beschreibt.

## Vermutete Lage
Auf der topografischen Urflurkarte des Königreichs Württemberg von 1832 heißt der Berghang hinunter zum Kaisersbach, nordöstlich des Lehrhofs, Wüste Aecker. Die ihm auf der anderen Uferseite gegenüberliegende Mulde heißt dort Birkenegart. Diese beiden Flurnamen lassen den abgegangenen Weiler hier vermuten, wobei der Name „Wüste Äcker“ dann die Bezeichnung für die Wüstung wäre, wogegen der „Birken Egarten“ den Egarten auf der Birke, d. h. die zum vormaligen Ort gehörigen und nach dessen Wüstung brachgelegenen Äcker und Wiesen bezeichnet.
Das Gebiet nordöstlich des Weilers Hinterbirkenhof wird in der Urflurkarte noch als Birke bezeichnet, was ebenfalls auf eine vormalige Besiedlung hindeutet und von der die Birkenhöfe ihren Namen ableiten. Oft wurden die Gegenden um zerfallene römische Bauten als Burg, Bürg oder Birk bezeichnet, z. B. das nahe Kastell in Benningen am Neckar oder viele der Gutshöfe der Gegend. Möglicherweise könnte der Weiler Sigebotsbuch aber auch hier gestanden haben. Wahrscheinlicher aber ist der Zusammenhang mit dem ebenfalls abgegangenen, lediglich 1279 einmal als Kaysersperg erwähnten Weiler auf dem noch heute Kaisersberg genannten Berg im Hardtwald nebenan.

## Geschichte
Der vermuteten geografischen Lage zufolge könnte der Weiler bereits auf den zweiten fränkischen Landesausbau nach dem Cannstatter Blutgericht von 746 zurückgehen, ähnlich wie die benachbarten Orte Rielingshausen, Erdmannhausen, Zwingelhausen oder die ebenfalls abgegangenen Siedlungen Weikertshausen und Hegnachsiedel, die wohl in dieser Zeit von Steinheim aus gegründet wurden. Dagegen spricht aber der erst im Spätmittelalter dokumentierte Ortsname mit dem Grundwort -bůch. Jedenfalls bestand der Ort bereits lange vor dem benachbarten Lehrhof, der 1269 als „curia in novo castro“ erwähnt wird, also als neugegründeter Wirtschaftshof der damals erst wenige Jahre vorher errichteten Burg der Ortsherren von Steinheim.
Der Weiler wird erstmals in einer Urkunde vom 11. November 1271 als Sigebotsbůch erwähnt. In diesem Vertrag bestätigt Graf Konrad II. von Vahingen der Priorin und dem Konvent des Klosters Mariental die Übergabe der Vogteirechte in den Orten Steinheim, Sigebotsbuch und dem Lehrhof unter der Burg für 200 Pfund Heller. Diese Übergabe wird wenige Tage später vom Lehensherrn dieser Vogtei, dem Würzburger Bischof Berthold I. von Henneberg bestätigt. In dieser bischöflichen Kopialurkunde vom 16. November 1271 wird der Ort unter dem Namen Sigbotisbůch verzeichnet.
Knapp über drei Jahre später, im Januar 1275, überträgt Bischof Berthold von Sternberg in Würzburg die Lehensrechte über diese Vogtei in den drei genannten Orten vom Bistum auf das Kloster Mariental. Die Sigebotsbucher unterstanden damit direkt dem Konvent des nahen Klosters. In diesem Dokument erscheint der Weiler unter dem Namen Sigebotesbůch.
Im Oktober 1279 verpfändeten Berthold von Neuffen und seine Frau Richenza von Löwenstein der Priorin und dem Konvent des Klosters Steinheim ihre Güter in Sigebotsbuch und dem benachbarten, ebenfalls abgegangenen Ort Kaisersberg, bei „Leistung voller Gewährschaft“. Der Ort wird in dieser Urkunde als Sigeboltzbol genannt.
Etwa 70 Jahre nach dieser Güterschenkung gilt der Ort bereits als verwüstet: Im Urbar des württembergischen Amts Asperg von 1351/55 erscheint Sigebotsbuch nur noch als Flurname. Die Bewirtschaftung der Güter auf dieser Flur (namentlich Wiesen, Äcker und Hölzer) erfolgte durch mindestens drei Rielingshäuser Einwohnerinnen und Einwohner, die dafür entsprechende Abgaben an die neuen Grundherren, die Grafen von Württemberg zu leisten hatten. Der abgegangene Ort wird in diesem Verzeichnis Sibotzbůch genannt. Die Markung des aufgegebenen Orts wurde, gemeinsam mit dem ebenfalls abgegangenen Nachbarort Kaisersberg, zum größten Teil der von Rielingshausen zugeteilt, zum kleineren der von Steinheim.